# Pleolophus setiferae
Pleolophus setiferae är en stekelart som först beskrevs av Tohru Uchida 1936.  Pleolophus setiferae ingår i släktet Pleolophus och familjen brokparasitsteklar. Inga underarter finns listade i Catalogue of Life.